# Lorettokapelle (Erbendorf)

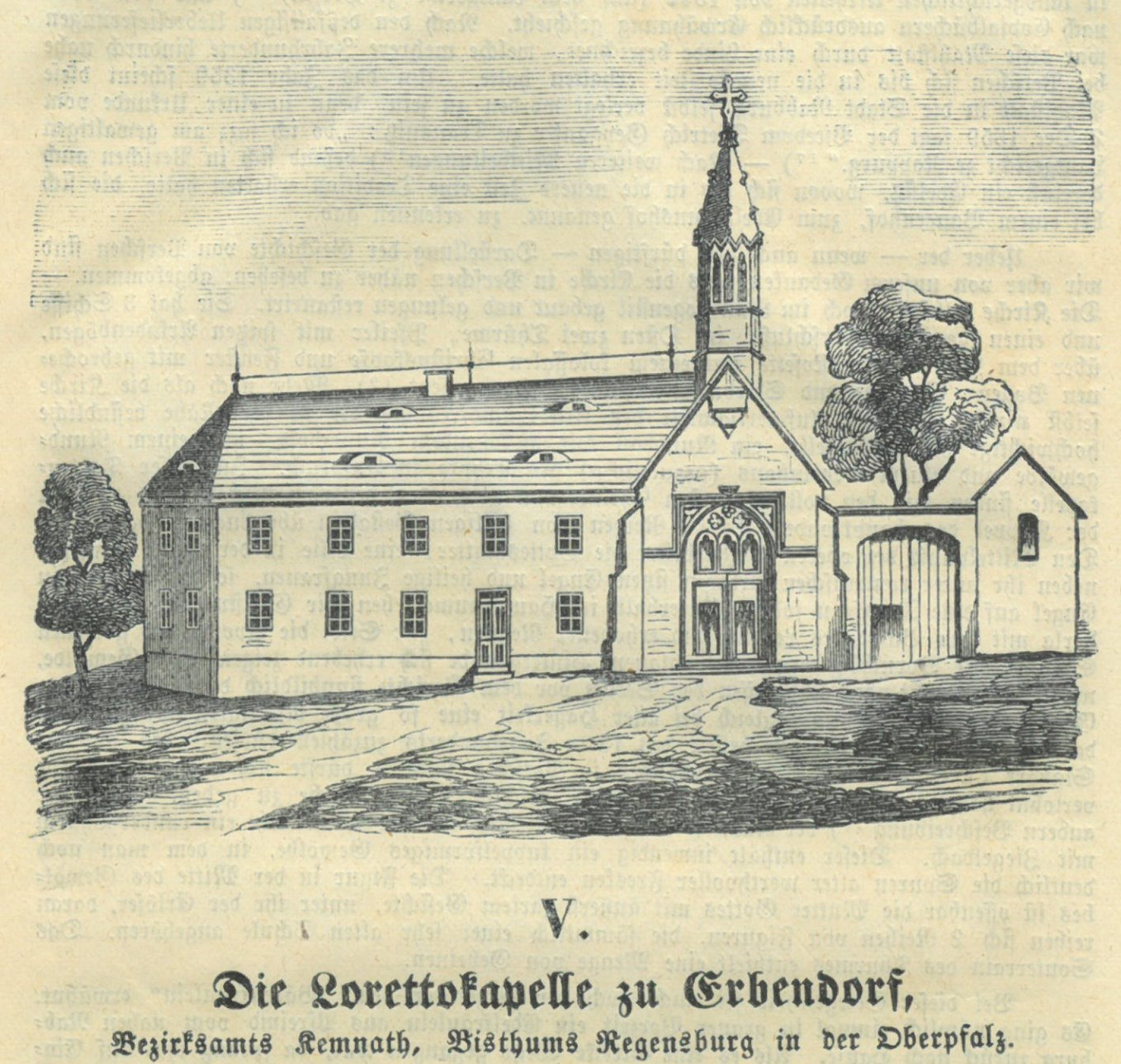
Die Lorettokapelle um das Jahr 1875

Die Lorettokapelle ist eine kleine Kapelle in Erbendorf in der nördlichen Oberpfalz. Erbaut wurde sie im 19. Jahrhundert; sie steht heute unter Denkmalschutz. Sie befindet sich westlich der Pfarrkirche Mariä Himmelfahrt im Zentrum von Erbendorf.

## Geschichte und Beschreibung
Im 14. Jahrhundert wurde an der Stelle, an der sich heute die Lorettokapelle befindet, eine Kapelle „Zu unserer lieben Frau“ erwähnt, die aber schon 1605 nicht mehr existierte. 1739 erwarb der Erbendorfer Pfarrer Johann Michael Pfreumbter das Grundstück und errichtete von 1745 bis 1750 ein Wohnhaus mit Kapelle. Bei den beiden Stadtbränden 1771 und 1796 wurde die Kapelle wie auch die ganze Stadt zerstört und musste wieder aufgebaut werden.
Das heutige Benefiziumsgebäude und die Hauskapelle stammen von 1797. In ihrer heutigen Form bestehen die Kapelle und das angrenzende Haus seit 1857, als die Kapelle mit dem Altarraum und der Eingangsfassade ergänzt wurde.
Der Flügelaltar zeigt bei geschlossenen Flügeln eine Verkündigungsszene und bei geöffneten Flügeln die thronende Madonna mit Kind als Hauptmotiv, auf den beiden Seitenflügeln sind der heilige Wolfgang (links) und der heilige Dionysius (rechts) zu sehen. Über der Madonna halten zwei Engelein Nachbildung des Hauses, in dem die Jungfrau Maria gewohnt haben soll. Unter dem Altartisch befinden sich Reliquien des heiligen Märtyrers Faustinus von Rom.